# Wacholderhänge Lossow
Wacholderhänge Lossow este o arie protejată (arie specială de conservare — SAC, sit de importanță comunitară — SCI) din Germania întinsă pe o suprafață de 5,26 ha, integral pe uscat.

## Localizare
Centrul sitului Wacholderhänge Lossow este situat la coordonatele 52°16′55″N 14°32′01″E / 52.2819°N 14.5336°E.

## Înființare
Situl Wacholderhänge Lossow a fost declarat sit de importanță comunitară în martie 2004.

## Biodiversitate
Situată în ecoregiunea continentală, aria protejată conține 1 habitat natural: Formațiuni de Juniperus communis pe lande sau pajiști calcaroase.
La baza desemnării sitului se află un număr nedeclarat de specii protejate.
Pe lângă speciile protejate, pe teritoriul sitului au mai fost identificate 3 specii de plante.